# Platges de Badalona

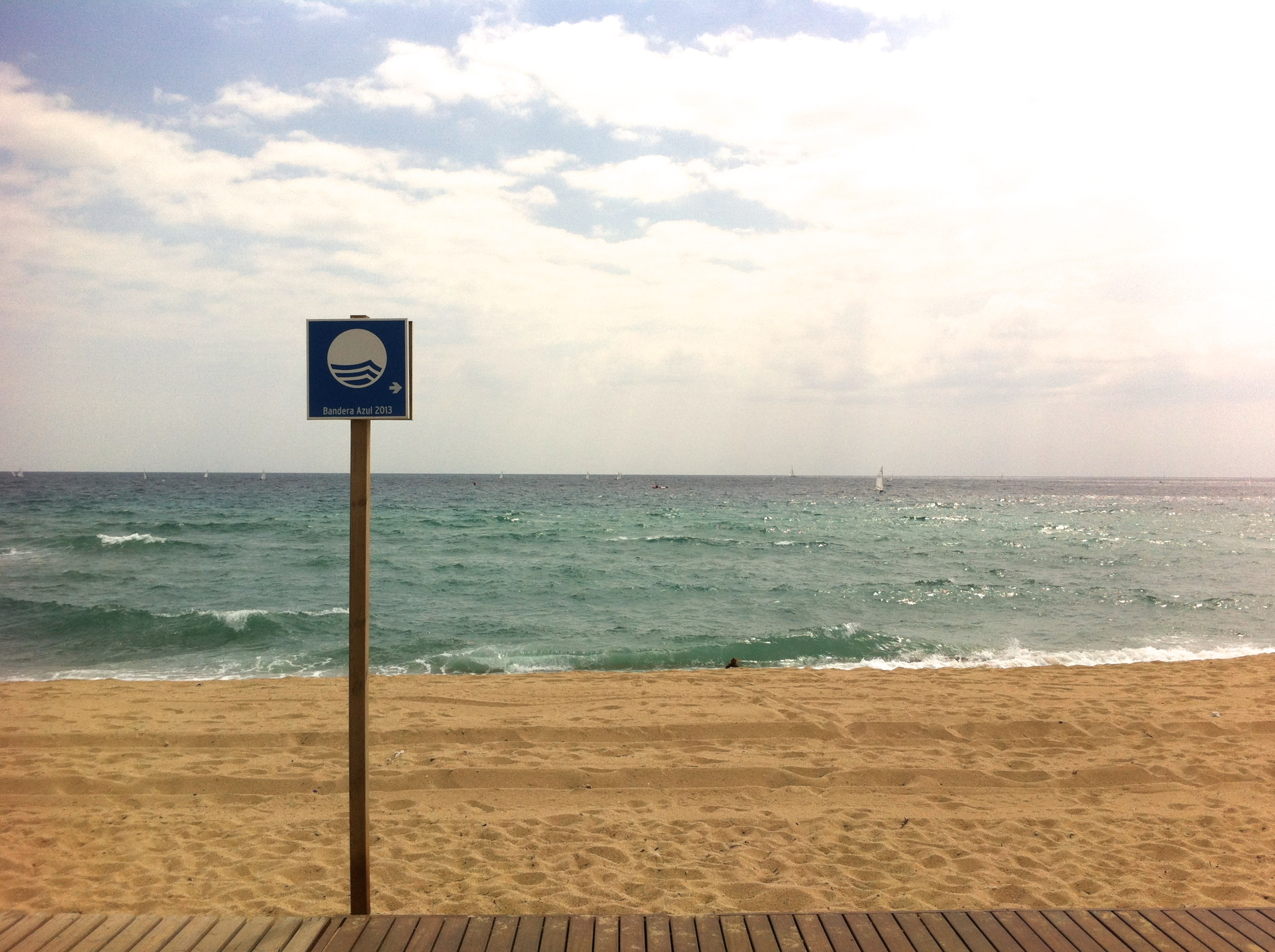
Bandera blava el 2013 a la platja de l'Estació

Les platges de Badalona són les platges que conformen tot el litoral marítim de Badalona. Durant la temporada de bany 2015, cinc platges badalonines van lluir bandera blava, un guardó anual alhora que un sistema de certificació de la qualitat ambiental promogut per la FEE (Fundació per a l'educació ambiental, Foundation for Environmental Education en anglès) des de 1987.

## Bandera Blava

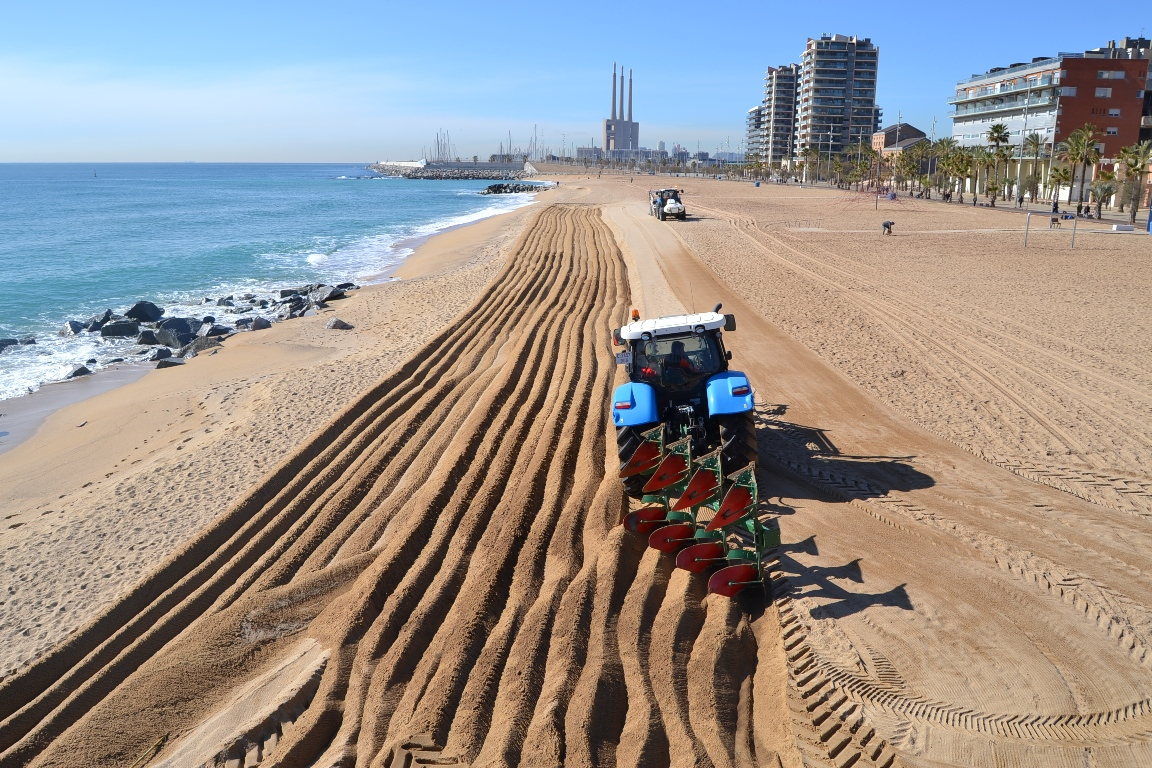
Treballs de manteniment de les platges Badalona abans de començar la temporada de bany.

El distintiu Bandera Blava, un guardó d'abast mundial, reconeix les platges que compleixen amb els criteris de legalitat, accessibilitat, sanitat, neteja i seguretat, així com que disposen d'una informació i gestió ambiental apropiada. Aquest distintiu destaca, entre d'altres, l'obligatorietat de disposar d'informació actualitzada de la qualitat de l'aigua de bany, realitzar activitats relacionades amb la informació i educació ambiental i garantir la neteja i la recollida selectiva de residus.
La primera platja badalonina a aconseguir-la va ser la platja dels pescadors. L'any 2010 es va recuperar la bandera blava per a aquesta platja, després de 20 anys sense aconseguir-la, guardó que manté fins avui dia amb una única excepció, el 2014. Des del 2013, també són platges amb bandera blava la platja del Cristall i el tram del nou passeig marítim, que inclou les platges de l'Estació, del pont del Petroli i del Coco.
L'Escola del Mar també és, des del 2010, Centre Bandera Blava com a equipament obert al públic, on es realitzen tasques pedagògiques per a escoles en matèria d'ecosistemes marins. El port de Badalona també manté aquesta qualificació des del 2013, la qual s'atorga als ports que compleixen uns estàndards de bones pràctiques ambientals, informació ambiental, legalitat i bon manteniment de les instal·lacions i temes de seguretat.

## Residus al litoral

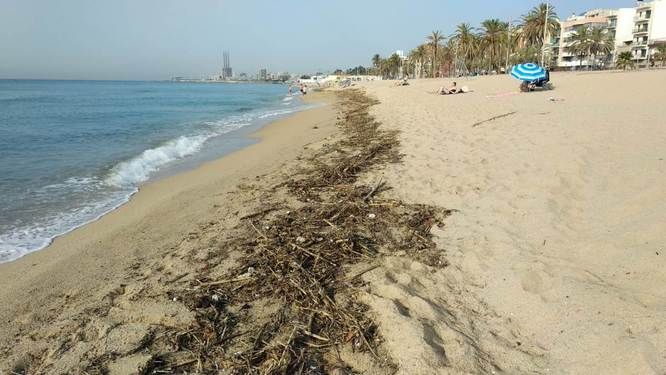
Residus vegetals a les platges de Badalona després d'episodis de fortes pluges

És habitual a la costa badalonina la presència de residus sòlids flotants després d'episodis de pluges abundants. El clavegueram no pot absorbir el gran cabal que es genera i el col·lector que porta les aigües residuals cap a l'estació depuradora del Besòs no té prou capacitat per conduir el gran volum d'aigua i per tant, aquesta surt avocada al mar, alterant la qualitat de l'aigua per contaminació microbiològica. Alguns dies es poden arribar a recollir més de 30 tones de residus a la sorra provinents del mar.

## Les platges

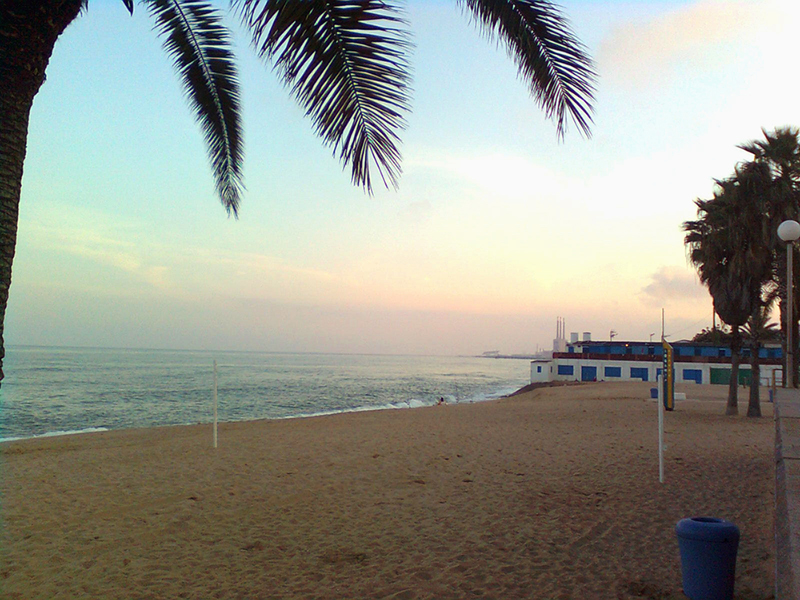
La Platja del Cristall, al barri de Casagemes.

La temporada de bany a Badalona comença de manera oficial el dia 15 de juny. Durant la temporada, totes les platges estan abalisades amb boies que marquen els 200 metres de la zona de bany. El litoral marítim de Badalona està dividit en les següents nou platges:
Platja de la Barca Maria
Està ubicada al barri Manresà, entre el Torrent Vallmajor i el límit amb Montgat. És, per tant, la platja que està situada més al nord de Badalona. Té una longitud de 660 metres, sent la platja amb major extensió de Badalona, i una amplada mitjana de 25 m. S'hi pot accedir per la carretera N-II i amb els autobusos intermunicipals B22, B29, B30 i B31. A 500 metres de la platja s'hi troba l'estació de Montgat.
 Platja del Cristall
Està ubicada en el barri de Casagemes, entre el Torrent Vallmajor i la Riera Canyadó, i rep aquest nom perquè antigament hi havia una fàbrica de cristall molt important. Té una longitud de 300 m. S'hi pot accedir per la carretera N-II i amb els autobusos intermunicipals B22, B29, B30 i B31. Aquesta platja disposa de bandera blava, un distintiu de qualitat de les platges.
Platja del Pont d'en Botifarreta
Està ubicada al barri de Casagemes, entre el carrer Riera de Canyadó i la Riera Matamoros. Té una longitud de 620 m. S'hi pot accedir per la carretera N-II i amb els autobusos intermunicipals B-22, B-29, B-30 i B-31. A 600 metres de la platja s'hi troba l'estació de Badalona. En aquest tros de platja hi trobem llocs emblemàtics de Badalona, com el Club Nàutic Bétulo i on antigament estava situada la discoteca "Titus", així com una zona de jocs infantils, canal nàutic i servei d'acompanyament a l'aigua i vestidor per persones per persones amb mobilitat reduïda durant la temporada de bany.

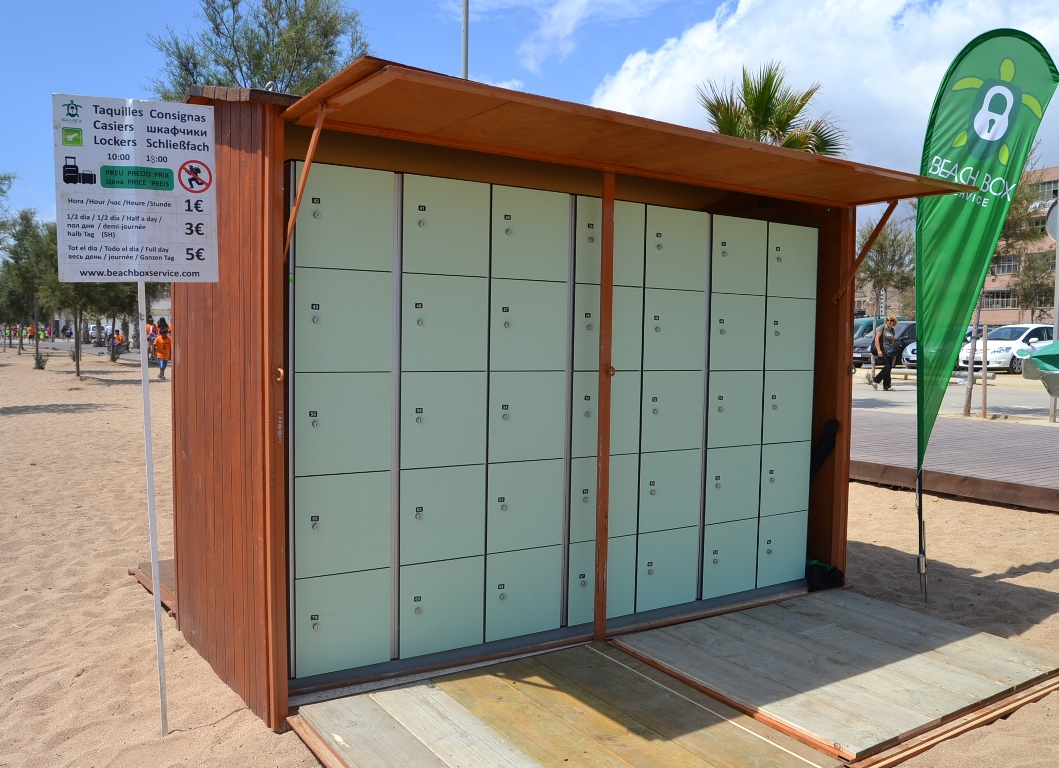
Guixetes a la platja de l'estació de Badalona

 Platja dels Pescadors
Està ubicada entre la Riera Matamoros i el Carrer de Mar, al centre; és el litoral de platja més cèntric de la Rambla, i rep el seu nom perquè sempre hi ha barques i és on feinejen els pescadors. Té una longitud de 420 m. S'hi pot accedir per la carretera N-II i amb els autobusos urbans B1, B4, B5, B7 i B26, i es troba a tan sols 150 metres de l'estació de Badalona. Va ser la primera platja de Badalona on va onejar la bandera Blava, fins que ha deixat de fer-ho aquest 2014. Són característiques d'aquesta zona les barques de pescadors a la mateixa sorra de la platja. Des del mes de juliol de 2014, en aquesta platja i a la de l'Estació, hi ha instal·lat un servei de lloguer de guixetes que funcionaran durant la temporada de bany.
Platja dels Patins a Vela

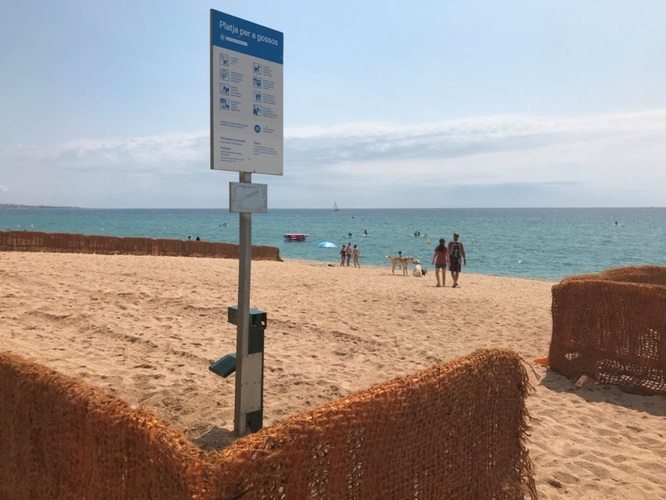
Zona de gossos, a la platja dels Patins a Vela

Està ubicada entre el Carrer de Mar i l'Avinguda Martí Pujol; és la platja més coneguda de Badalona, ja que és on està situat el Club Natació Badalona i on es concentren tots els amants de la vela. Té una longitud de 120 m. S'hi pot accedir a través del pas subterrani del carrer de Mar i de l'avinguda de Martí Pujol, i amb els autobusos urbans BD-1, BD-4, BD-5, BD-7 i BD-26. Des de 2022, a l'estiu s'habilita per als gossos un espai d'uns 900 metres quadrats en el tram situat darrere de la piscina municipal.

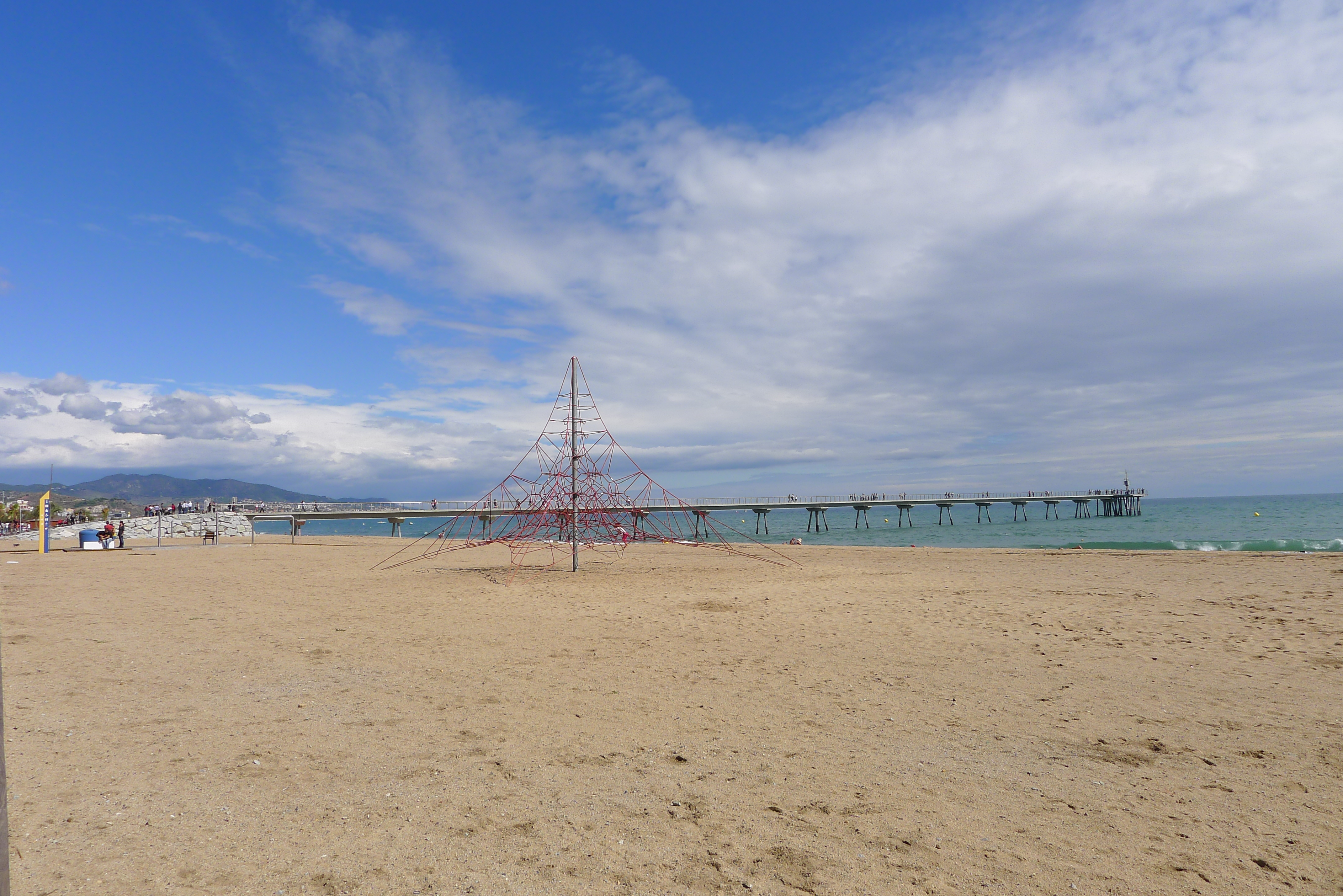
Platja del Pont del Petroli.

 Platja de l'Estació
Està ubicada entre l'Avinguda Martí Pujol i l'Avinguda Sant Ignasi de Loiola. Rep aquest nom perquè està situada just al davant de l'estació de tren de Badalona. Té una longitud de 355 m. S'hi pot accedir a través del pas subterrani de l'Avinguda de Martí Pujol i de l'Avinguda de Sant Ignasi de Loiola, i amb els autobusos urbans B1, B4, B5, B7 i B26. En aquesta platja podem trobar la piscina municipal coberta, els banys i el restaurant "El Pescador", els banys "La Pista", i la pista poliesportiva La Platja. Des del mes de juliol de 2014, tant en aquesta platja com a la dels Pescadors, hi ha instal·lat un servei de lloguer de guixetes que funcionaran durant la temporada de bany.
 Platja del Pont del Petroli
Està ubicada entre l'Avinguda Sant Ignasi de Loiola i la plaça dels Patins de Vela. Té una longitud de 420 m. i es troba a 500 metres de l'estació de Badalona. S'hi pot accedir a través del pas subterrani de l'Avinguda de Sant Ignasi de Loiola i del carrer Providència, i amb els autobusos urbans B1, B4, B5, B7 i B26. En aquesta platja trobem el pont del Petroli, que dona nom a aquesta platja, la fàbrica d'Anís del Mono i l'estàtua del mono a peus del pantalà.
 Platja del Coco
Està ubicada entre la Plaça dels Patins de Vela i el carrer Cervantes, al barri del Progrés. Té una longitud de 170 m. S'hi pot accedir a través del pas elevat del carrer Maria Auxiliadora, i amb els autobusos urbans B4 i B7. La platja del Coco, amb bandera blava, rep el seu nom per l'activitat de la fàbrica CACI que es troba a la vora, anomenada llavors fàbrica del coco. Es poden trobar unes cistelles de korfbal platja instal·lades el 2014.
 Platja de la Marina
Petita cala de 140 de longitud ubicada a ponent del port de Badalona, que es va tancar el 2019 per la contaminació de la sorra, i es va obrir al public el juliol de 2020, després de ser descontaminada.
Platja de la Mora
Està ubicada entre el Port de Badalona i el límit de Sant Adrià de Besòs; per tant, és la platja situada més al sud de Badalona. Té una longitud de 585 m. S'hi pot accedir a través del carrer Avinguda Eduard Maristany, i amb els autobusos urbans B4 i B7. És coneguda per la pràctica del naturisme. El 2019 es va tancar l'accés al públic a causa de la contaminació de la sorra amb metalls pesants procedents de l'antiga fàbrica Cros, que suposen un problema de salut pública per a les persones.

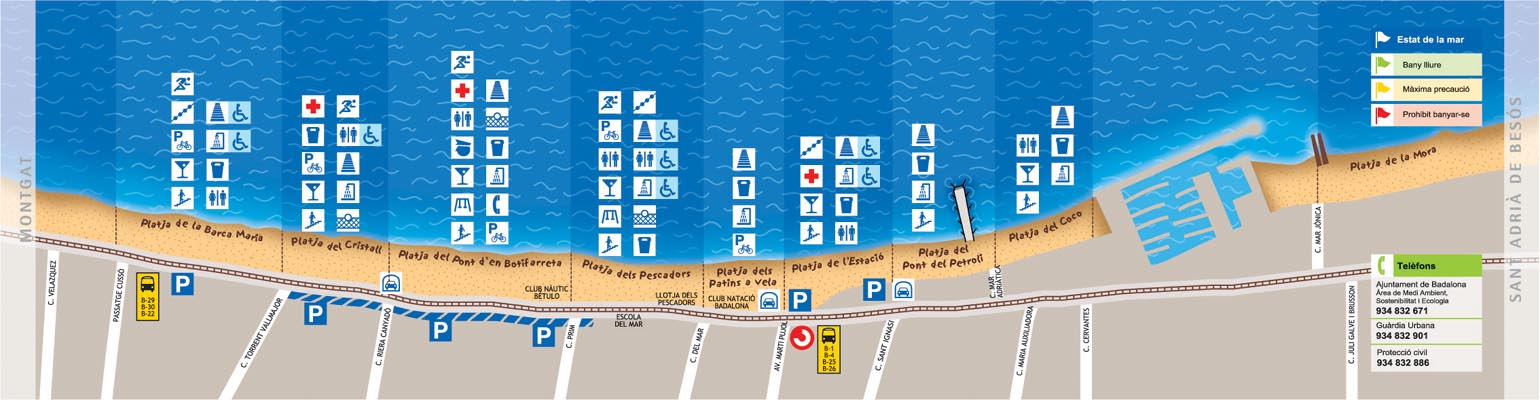
Mapa de les platges de Badalona el 2007.